# Deana Martin
Deana Martin (ur. 19 sierpnia 1948 w Nowym Jorku) – amerykańska piosenkarka, pisarka, aktorka i konferansjerka. Popularyzatorka dorobku artystycznego swojego ojca, Deana Martina. Jako wokalistka zadebiutowała singlem „When He Remembers Me”, wydanym nakładem wydawnictwa muzycznego Reprise Records w 1967 roku.

## Dzieciństwo
Deana Martin urodziła się w Nowym Jorku, w okręgu Manhattan, jako córka Deana Martina i jego pierwszej żony, Elizabeth MacDonald. Mając rok, wraz ze swoją rodziną przeniosła się do Beverly Hills w Kalifornii. Później wychowywała się z Deanem i jego drugą żoną, Jeanne Biegger.
Jako siedmiolatka zadebiutowała w filmie Hollywood or Bust z 1956 roku, jednak dopiero w 1966 roku rozpoczęła regularne występy w The Dean Martin Show, gdzie pojawiała się w towarzystwie szerokiej gamy artystów, w tym między innymi z Frankiem Sinatrą. Swoje umiejętności w aktorstwie doskonaliła w Dartington College of Arts w Wielkiej Brytanii, występując w międzyczasie w przedstawieniach teatralnych Romeo i Julia, A Shot in the Dark oraz komedii The Star-Spangled Girl z George’em Hamiltonem. Wystąpiła również w filmach Billy Young Burta Kennedy’ego, Strangers at Sunrise Percivala Rubensa oraz Paesano: A Voice in the Night u boku Vito Scottiego.

## Wydanie książki
W 2004 roku piosenkarka wydała książkę Memories Are Made of This: Dean Martin Through His Daughter’s Eyes. Monografia stanowiła zbiór wspomnień na temat jej ojca, opublikowano w niej wiele nieopisanych wcześniej historii z jego życia artystycznego. Amerykańska gazeta codzienna The New York Times uznała książkę za bestseller.

## Dyskografia
- Memories Are Made of This (2006)
- Volare (2009)
- White Christmas (2011)
- Destination Moon (2013)
- Swing Street (2016)